# Étude op. 25, no 11 de Chopin
Pour un article plus général, voir Études de Chopin.

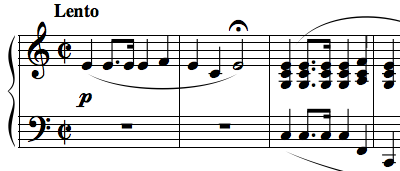
Incipit de l'Étude op. 25, no 11.

L'Étude op. 25, no 11 en la mineur, souvent appelée « le Vent d'hiver » (Winter Wind en anglais), est une étude technique pour piano solo composée par Frédéric Chopin en 1836. Elle a été publiée pour la première fois avec toutes les études de l'opus 25 en 1837, en France, en Allemagne et en Angleterre. La première édition française indique une signature temporelle à temps commun, mais le manuscrit et la première édition allemande comportent tous deux une signature alla breve. Les quatre premières mesures qui caractérisent la mélodie ont été ajoutées juste avant la publication sur le conseil de Charles A. Hoffmann, un ami. Le Vent d'hiver est considéré comme l'une des plus difficiles des 24 études de Chopin.

## Structure

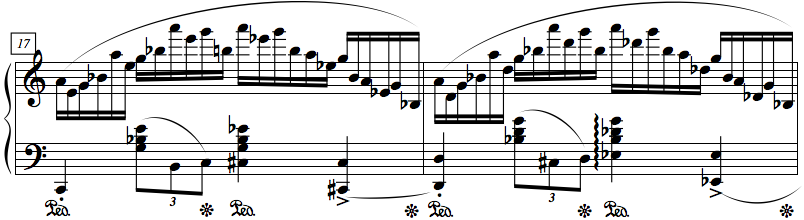
Les tuplets caractéristiques des doubles qui constituent la majeure partie de cette étude.

L'étude est une étude destinée à développer l'endurance, la dextérité, la précision et la technique des compétences essentielles pour tout pianiste de concert. Elle commence par une introduction au piano (douce) de la mélodie principale. Le premier thème suit, composé de cascades tumultueuses de doubles croches et d'une figure bondissante pour la main gauche dans le majeur relatif, do majeur, qui se transforme rapidement en une répétition du premier thème. Elle se termine par un court développement en une coda fortissimo, et se termine par une dernière affirmation du thème.

## Technique
L'Étude Op. 25, no 11, est une étude de la dextérité de la main droite et de la souplesse de la main gauche. Chaque main est confrontée à d'intenses défis, allant de courses brillantes et de sauts de plusieurs octaves à des articulations délicates qui doivent être phrasées correctement pour que la mélodie soit audible. Les deux mains jouent un rôle important tout au long de la pièce ; la mélodie est chantée par la main gauche lourde, et la main droite apporte l'homonyme de l'étude avec des gammes et des arpèges rapides. Cette étude doit être parcourue avec un esprit polyphonique, en traitant les deux mains comme des mélodies séparées qui travaillent ensemble, dans un duo pour un seul interprète.
Une thèse souligne l'importance de la structure mélodique implicite dans les figures de la main droite. C'est-à-dire, le passage suivant (mesure 10, 11) :
Devrait être joué ainsi :
en accentuant les notes indiquées par des queues de croches supplémentaires. Cela permet de souligner le rythme quaternaire sous-jacent et d'accentuer le thème de la marche de la main gauche. Bien que cette analyse soit valable, l'exécution de cette étude sans les implications susmentionnées n'enlève rien aux ondulations rythmiques des gammes chromatiques. Abby Whiteside était d'accord avec cette subdivision, les qualifiant de « motifs tonaux qui doivent être résolus avant que cette Etude soit jouable ». Citant ses procédures habituelles de promotion de la force du bras, elle a souligné deux points clés illustrés par cette étude :  « La procédure de notation ne favorise pas le jeu de bravoure » et « la technique des doigts n'est tout simplement pas adéquate pour la brillance et la vitesse ». Dans sa thèse, elle affirme que ce travail est impossible sans la subdivision susmentionnée et préconise simultanément sa technique du bras.

## Héritage
L'écrivain et critique musical américain James Huneker, dans sa préface à l'édition Schirmer des études de Chopin, a déclaré à propos de cette étude :  « Les hommes à l'âme fragile, quelle que soit l'agilité de leurs doigts, devraient l'éviter »,.